# 零～濡鸦之巫女～
《零～濡鸦之巫女～》是日式心理恐怖遊戲系列零的第五作。最初於2014年9月由任天堂在日本發售，随后于2015年在欧美发售。本作不但是繼前作《零～月蝕的假面～》後睽違六年的新作，同時也是該系列借由使用任天堂新式機種Wii U而首次游戏图像高清化的作品。
2021年宣布移植至包含任天堂Switch以內的各大平台並支援繁簡中文，是系列首次中文化的作品。

## 設定
影見
傳承在日上山周邊地區的特殊力量，可藉此追蹤消失（遭到神隱）的人和物品。
只要將消失的人和物品所遺留下的「寄香」握於手中，就能感應到來自過去的影像，也就是所謂的「殘影」。日上山一帶至今仍有人具有行使影見的力量，他們被認為是繼承日上山巫女的血緣。
寄香
行使「影見」時做為線索所使用的，殘留搜索對象意念的物品。
通常是對象平日隨身攜帶的物品，或著頭髮等身體的一部分、灌入思念的信紙和日記、被拍下身影的照片等等。依附其上的思念若是越強，所見到的殘影就越發清晰。使用遺物、遺髮等物尋找死者生前的遺失物、遺產等委託也很常見，但是依據委託人對搜索對象的思念而定，此種影見時常成為危險的事情。
殘影
經由行使「影見」時所看到的來自過去的影像。
是集合搜索對象的殘留思念、化為其過去的身姿所形成的影子。若是使用影見的人能力強大，也可能直接看見對象的身姿。清晰的殘影會吸引附近的各種靈靠近，因此持續追逐同一個殘影被認為是危險的事情。另外、也有人說若是追著死者或失蹤者的殘影，將會有追隨對方的腳步遁入隱世的危險。
看取
能看見人的想法、記憶、秘密的能力。
據說在影見能力者中也只有一部分人能夠使用此能力，但大多數的場合也只是能夠抽象的讀取到對方的感情。相對於主角夕莉必須碰觸對象才能發動力量，更強的能力者可以光是看著對方的眼睛就達成看取。
日上山的濡鴉巫女們則會在造訪日上山的人自絕生命的最後一瞬間看取其眼中最後的秘密與罪孽，化為自己的記憶。如此與對方共享感情、共同感受悲傷與痛苦。可說是拯救孤獨死去之人的存在。
匪
特製木箱，用於將巫女放入箱中沉入水裡。依據日上山地區信仰，隱世存在於被視為御靈體的「水」之中，也就是說水與死連繫在一起。沉入水裡的巫女將在最接近死亡的地方，帶著看取過的記憶持續活下去。入匪者將受四肢俱碎之苦，如此方能得人柱之力。
永久花（永久花（とこしえばな））
在盛滿夜泉的匪中永久沉睡的巫女，將做為人柱持續存活，這就是「永久花」。因夜泉而引起的睡眠將導致巫女無限重複死亡經驗，包括所懷抱的他人的最後記憶。而當巫女的心力到達極限時，將溶化在夜泉中，結束做為人柱的任務。據相信越是接近死亡的人將活得更久，只有心靈堅強的巫女才能持續在夜泉中生存。
柩籠
有別於「匪」的特製木箱，用於放入靈力更強的巫女。在為入柩籠者和稀人舉行幽婚後，做為人柱的力量將能夠更加長久。因為要放入兩人，柩籠的體積比起匪更大，也不須受四肢折斷之苦。另外，為了守護柩籠，會在其四周沉入諫女。
幽婚
如上所述，為了取得更強大的人柱力量，會為放入柩籠的巫女舉行幽婚。新郎人選將由外地招來，並讓這些人憑畫有巫女相貌的繪馬選擇幽婚對象。幽婚完成後新郎將與巫女締結羈絆，一起進入柩籠中。新郎失去魂魄的身體則會在忌谷中被祭祀。若是幽婚失敗，則改將新郎魂魄祭祀於忌谷無緣塚，骸骨放入匪中埋葬於胎內洞窟。

## 故事
「日上山」自古以來就被視為靈場而受到崇拜，其周邊地區有著特殊的信仰傳承。在這座山上「水」被視為御靈體，而有著「人生而自水，亦自水歸還」的輪迴觀念。為此，人們相信若是「欲迎向死亡者」造訪此山，並在碰觸此山之水時臨終，將能獲得正式的死亡。（原本自殺者僅能被視為遊魂，非正式之死）另外、此地除了特殊的儀式與風俗仍舊殘留下來之外，也有發生陰慘的離奇案件與不可思議事件的情報。這個故事，就是以被稱為靈山的「日上山」為舞台，由不來方夕莉、放生蓮、雛咲深羽、三人所共同交織而成的，一則怪異幻想譚。

## 人物
不來方 夕莉（CV：種田梨沙）
擁有「影見」能力的少女。與黑澤密花一同生活，協助打理「古董咖啡廳・黑澤」與「見影」的工作。
放生 蓮（CV：鈴木達央）
作家，以取材為基礎完成虛構故事的文風廣為人知。委託舊識黑澤密花協助「見影」的工作。
雛咲 深羽（CV：内田真禮）
為了尋找失蹤的母親而進入日上山的少女。自幼能感受到靈體的存在，也能看見接觸者的內心。
黑澤 密花（CV：田中敦子）
經營「古董咖啡廳・黑澤」，與夕莉同樣持有「影見」的能力。
鏡宫 累（CV：坂本真绫）
放生蓮的助手，照顧著蓮的生活起居。
雛咲 深红（CV：涌澤利香）
雛咲深羽的母親，同時也是零系列第一代《零～zero～》的女主角。
冰見野 冬陽（CV：今井麻夏）
委託密花尋找失蹤友人百百瀨春河的少女。
百百瀨 春河（CV：戶松遙）
冬陽的同學，和冬陽曾為了密花的占卜時常出入「古董咖啡廳・黑澤」。
白菊（CV：高森奈津美）
出現在形代神社的迷之少女。白髮紅瞳。怨靈名為「白髮的少女（白髪の少女）」。
綾音（CV：山崎和佳奈）
為同屬Tecmo公司旗下遊戲生死格鬥系列中的角色。在遊戲外傳擔任主人公。
榊 一哉（CV：西健亮）
密花尋找的失蹤者之一，放生蓮的友人。受黑澤逢世的照片吸引進入日上山。怨靈名為「被裝入匪的榊（匪に詰められた榊）」。
渡會 啓示（CV：星野貴紀）
研究日上山傳說的民俗學者。怨靈名為「被裝入匪的男人（匪に詰められた男）」。
樞木 恭藏（CV：星野貴紀）
因暗戀姊姊志乃而將與志乃交往的男性殺害。又在姊姊上吊自殺後遷怒於日上山巫女。卻在面對巫女時因害怕被看見深藏心中的戀心而決心在日上山展開屠殺。殺害巫女後，將她們的眼睛一個個割壞，最後引火自焚。怨靈名為「拿著柴刀的男子（鉈を持った男）」。
片品 紡（CV：高森奈津美）
進入日上山後行蹤不明的少女，密花尋找的失蹤者之一。
黑澤 逢世（CV：桑島法子）
擁有強大念力的日上山巫女，身穿白無垢，頭髮上別著百合花圖樣的髪飾。怨靈名為「持續在等待的女子（待ち続けた女）」及「穿著黑色和服的女子（黒い着物の女）」。

## 音乐
- 片头曲：《彼岸花》，演唱者：AnJu
- 片尾曲：《彼岸花》，演唱者：AnJu / 《鳥籠-in this cage-》，演唱者：天野月。

## 评价
| 汇总媒体     | 得分   |
| ------------ | ------ |
| GameRankings | 67.68% |
| Metacritic   | 67/100 |

| 媒体            | 得分    |
| --------------- | ------- |
| Edge            | 8/10    |
| Eurogamer       | "Avoid" |
| Game Informer   | 5.5/10  |
| Game Revolution | [ 17 ]  |
| GameSpot        | 5/10    |
| GameTrailers    | 7.4/10  |
| IGN             | 7/10    |
| 任天堂世界报道  | 8.5/10  |
| VideoGamer.com  | 7/10    |
| 游戏机实用技术  | 25/30   |
| Fami通          | 33/40   |

《零～濡鸦之巫女～》在亚洲媒体中获得较好的评价。日本游戏杂志《FAMI通》给出33分（满分40分）的评价。 中国大陆游戏杂志《游戏机实用技术》给本作打出25分（满分30分）的评价。但是游戏在欧美媒体中获得较为平庸的评价。
游戏首周两天售出27,505份实体游戏，是当周日本游戏销量榜的第七位；次周又卖出7,105份。虽然成绩一般，不过根据日本著名游戏杂志《Fami通》的统计，《零～濡鸦之巫女～》是《零》系列首周销量最高的作品。